# Fortunes (série télévisée)
Pour les articles homonymes, voir Fortunes.
Fortunes est une série télévisée française en huit épisodes de 48 minutes créée par Stéphane Meunier et Bertrand Cohen à la suite du succès du téléfilm Fortunes et diffusée du 22 mars au 12 avril 2011 sur Arte et rediffusée sur Numéro 23  depuis le 23 mars 2016.

## Synopsis
Jeune agent immobilier, Brahim a ouvert sa propre agence.
Ils sont quatre amis - Brahim, Fathi, Mike et Driss - à un moment de leur vie où des choix importants doivent se faire : travail, amours, famille. Pris dans le quotidien d’une ville moyenne française, sans perspectives réellement motivantes, ils décident de prendre en main leur destin avec pour ambition de réussir leur vie.
Dans leur imaginaire, faire fortune est une étape nécessaire pour se faire respecter. Très vite, ils se rendent compte que la compétition est rude. Comment préserver l’amitié, rester fidèle à sa culture, à ses origines, à sa famille, lorsqu’on se lance dans une aventure où les tentations et les ambitions de chacun peuvent fragiliser ce qui fait la base de la communauté ?
Comme dans le pilote, le projet aborde les différences culturelles avec humour, réalisme et impertinence. Les dialogues sont parfois crus, directs et la méthode de tournage, déjà bien rodée, laisse la part belle à l’improvisation d’acteurs issus d’un long processus de casting.
Des alliances inattendues se nouent vers cette quête qui pourrait bien les mener à l’étranger.
Dans cette série les communautés portugaises, maghrébines, gitanes et chinoises sont représentées par les différents personnages et les différentes familles.

## Distribution

### Acteurs principaux
- Salim Kechiouche : Brahim
- Arnaud Ducret : Mike
- El Bachir Bouchalga : Driss
- Farid Larbi : Fathi

### Acteurs secondaires
- Alexia Portal : Helena Da Silva
- Smaïl Mekki : Kamel Béchéri
- Barbara Cabrita : Maria Da Silva
- Patrick Vo : Nicolas Chen
- Julia Silva : Linda Da Silva
- Augusto Da Graca : Manuel Da Silva

### Invités
- Bruno Solo
- Armelle
- David Tournay
- Jackie Berroyer
- Philippe Magnan

## Production
Arte a commandé à Stéphane Meunier et à Terence Films, le producteur, une série diffusée à partir du 22 mars 2011 en deuxième partie de soirée sur Arte. On retrouve, un an après, les personnages principaux du film Brahim, Mike, Driss et Fathi.
L'ensemble des épisodes sont tournés dans la ville de Tours et la région Centre-Val de Loire. Certains épisodes ont également été tournés au Liban.

## Épisodes
Helena et Brahim sont les jeunes parents d’un fils, « François-Francisco-Farid », qui a maintenant 6 mois et toujours pas de religion, ce qui désespère ses grands-parents catholiques Portugais d’un côté et musulmans Maghrebins de l’autre !
- Épisode 1 : Eldorado agricole

Brahim, lui, a autre chose en tête. Il vient de monter son agence immobilière et se concentre sur son premier gros coup avec l’aide de son frère Fathi et ses amis, Driss et Mike : l’achat d’un terrain agricole qu’il sait sur le point d’être déclaré constructible ! Il doit faire vite et emprunte donc une grosse somme à la banque, mais aussi à sa famille et… à sa belle-famille. Mais que croient-ils, nos « Arabes » ? Que les « Chinois » qui ont installé leur agence en face de celle de Brahim n’ont pas, eux aussi, envie de faire fortune en France ?
- Épisode 2 : Reservoir pulp

Depuis que Brahim a acheté le terrain, il sent comme un flottement à la mairie autour de l’obtention de son permis de construire. Le suicide de Marcel, le paysan qui lui a vendu son terrain, vient renforcer cette impression de malaise… Un peu trop influencés par Reservoir Dogs et Pulp Fiction, Brahim, Fathi, Driss et Mike, tout juste sorti de prison, vont tenter par tous les moyens de défendre leur dossier face au « mec de la mairie ».
- Épisode 3 : Le yang et le Yen

Brahim déclare la guerre ouverte à Chen, le « Chinois » d’en face, qui a tout manigancé pour qu’il achète trop cher le terrain de Marcel, pour que ce dernier devienne inconstructible, et ainsi couler son agence.
- Épisode 4 : Cash-cash gitan

Chen est brillant. Il souffle encore une affaire juteuse à Brahim qui, cette fois-ci, est prêt à tout pour la récupérer. Brahim va pour cela bénéficier d’un soutien inattendu : celui d’un clan de Gitans, la famille de son pote Mike, pour qui « ce qu’il y a de plus opposé aux Chinois, c’est les Gitans ! ». De son côté, face aux fiascos de Brahim, Helena décide de prendre les choses en main.
- Épisode 5 : Boulot, aristo, lingot

Brahim se démène comme un diable et fait la connaissance d’un châtelain qui n’a pas un rond, mais un château à vendre. C’est une occasion inespérée pour Brahim qui est en contact avec un homme d'affaires russe, représentant d’un riche émir justement à la recherche d’un château français à offrir à sa maîtresse…
- Épisode 6 : Petrodollars et eau bénite

Pour remédier aux problèmes d’argent de son couple, Helena est partie travailler comme chef dans le palais d’été de l’émir à Beyrouth. Brahim se retrouve donc seul face aux grands-parents de son fils qui se montrent de plus en plus pressants sur la question de sa religion. Ils sont prêts à tout. Mike, Driss et Fathi ont, de leur côté, une nouvelle idée pour faire fortune : partir eux aussi à Beyrouth, le Miami du Moyen-Orient et proposer à l’émir une opération immobilière de grande ampleur, le projet Galactica.
- Épisode 7 : Mercato à l’orientale

Brahim, Driss, Fathi et Mike sont à Beyrouth pour convaincre l’émir d’investir dans Galactica. Ils pensaient que la négociation serait rapide et facile, mais le Liban est un pays aux multiples facettes. En plus d’immobilier, il est dorénavant question de foot et d’agents internationaux, de chasse au faucon et de… circoncision.
- Épisode 8 : La thune de l’Argentine

Les quatre amis rentrent précipitamment en France et doivent désormais affronter leurs problèmes, qu’ils soient familiaux, financiers ou sentimentaux.